# Linfocita B-1
I linfociti B-1 sono una sottoclasse di linfociti B coinvolti nella risposta immunitaria umorale. Essi non fanno parte del sistema immunitario adattativo, in quanto non hanno memoria, ma, per il resto, sono in grado di eseguire molte delle funzioni dei linfociti B, come la  produzione di anticorpi contro gli antigeni e di agire da Antigen-presenting cell (APC).
I linfociti B-1 sono caratteristici della cavità peritoneale; possiedono recettori immunoglobulinici con differenziazione molto limitata.
Tali linfociti producono anticorpi detti "anticorpi naturali" che, specifici per determinati antigeni, sono presenti in circolo anche in assenza di infezione (ad esempio nell'intestino).

## Produzione
I linfociti B-1 vengono dapprima prodotti nel feto e la maggior di esse si rinnovano nella periferia, a differenza delle cellule B convenzionali che sono prodotte dopo la nascita e sostituito nel midollo osseo.